# Kafr Hud
Kafr Hud (arab. كفر هود) – miejscowość w Syrii, w muhafazie Hama. W 2004 roku liczyła 2736 mieszkańców.